# تشريستلتون (تشيشير)
تشريستلتون (بالإنجليزية: Christleton)‏ هي أبرشية مدنية تقع في المملكة المتحدة في إنجلترا. يقدر عدد سكانها بـ 2,112 نسمة .